# Epipagis
Epipagis é um gênero de mariposa pertencente à família Crambidae.